# 賈吉商學院
劍橋大學賈吉商學院（Cambridge Judge Business School），成立於1990年，原為賈吉管理研究學院（Judge Institute of Management Studies）位於聯合王國的英格蘭劍橋市Trumpington 街上。目前提供MBA以及EMBA、创业学研究硕士  (MSt in Entrepreneurship) 金融碩士（MFin）與博士等學位課程，也有提供劍橋大學學生的專屬課程。

## 课程
创业学研究硕士  (MSt in Entrepreneurship)
创业学研究硕士（MStE）是一个为期两年、非全日制的学术项目，旨在培养具有影响力的创业者并促进创业企业的成长。MStE项目结合线上学习模块与线下集中授课，融合理论知识与实用技能，同时为学生提供建立有价值人脉网络的机会。课程核心包括创意生成、受众说服、战略能力发展及团队管理等。该项目现有58名学生，平均年龄31岁，涵盖30个行业，来自21个国家。该项目由管理实践副教授莫妮克·英格丽德·博丁顿（Dr. Monique Ingrid Boddington）担任项目主任。
工商管理硕士（MBA）
剑桥全日制MBA是该校的旗舰项目。截至2022年，共有210名学生参加为期12个月的项目，其中96%来自英国以外，女性学生占比为47%。录取标准较高，平均GMAT成绩为680。学生平均年龄为29岁，通常具有丰富的工作经验。剑桥Judge商学院的MBA学生与牛津赛德商学院的MBA学生之间保持友好竞争关系，全年有多个体育活动与商业会议的交流机会。
会计硕士（Master of Accounting）
剑桥会计硕士是一个为期两年的非全日制课程，专注于会计及相关领域。课程旨在帮助学生在面对不确定性时做出复杂决策，依靠会计准则、判断和专业裁量；制定问题、收集数据、运用统计技术并有效沟通推论结果；同时预见并融入创新。该课程注重领导力与变革管理，而非技术性专业认证。核心课程包括数据与描述性分析、审计实践政策、财务与可持续报告、变革管理及人际交往动态。该项目为学生加速晋升领导岗位或转向会计事务所合伙人、首席财务官、审计主管、市场监管者及公共政策角色做好准备。
高级工商管理硕士（Executive MBA）
本校还提供“剑桥高级工商管理硕士（EMBA）”项目，适合已经在其组织或专业领域中担任高级职位，且希望在保持当前工作的同时进行非全日制学习的人士。至2017年，该项目学生平均年龄为38岁，拥有约14年工作经验，专业背景多元。目前，该项目由Khaled Soufani担任主任，Kamiar Mohaddes担任副主任。
金融硕士（Master of Finance）
金融硕士是一个为期一年的专业课程，专为具有至少两年金融或银行从业经验、希望加速职业发展的人员而设。课程强调金融理论与实践的结合，包含一系列核心课程和选修课，涵盖金融应用领域的主要方面。课程包括三项必修项目和一项可选项目，帮助学生将理论与实践融合。
管理学硕士（MPhil in Management）
管理学硕士是一个为期一年的全日制研究生课程，适合未曾学习商业或管理但希望从事相关职业的学生。项目旨在招收并培养在学术与人格方面均表现出色、具有领导潜质的学生。核心课程包括：定量方法、会计、组织行为与分析、市场营销（基础）；商业经济学、金融与战略（巩固）；运营管理与管理咨询项目（实践）。课程还提供与管理职业路径相关的选修课程。
金融学硕士（MPhil in Finance）
金融学硕士是为期一年的研究生课程，专为没有工作经验的学生设计。该课程结合了深入研究与学术训练，适合有意攻读博士学位的学生，尽管多数毕业生会进入金融行业工作。根据申请数量，金融学硕士是整个剑桥大学最具竞争力的项目之一；申请人需拥有一等学位或相当学历才有可能被录取。学生可以从商学院、经济系及数学系提供的多个模块中选择课程。
技术政策硕士（MPhil in Technology Policy）
技术政策硕士是一个为期九个月的密集型硕士课程，面向具有科学或工程背景、希望掌握整合技术、管理、经济与政策所需技能的人士。
社会创新研究硕士（MSt in Social Innovation）
社会创新研究硕士是一个非全日制研究生项目，适用于来自商业、公共和社会部门的从业人员。
高级管理教育（Executive Education）
高级管理教育项目包括20多个开放课程，通常为期两天至三周，内容涵盖金融、市场营销、通用管理与战略等商业管理基础主题，由剑桥Judge商学院教员及剑桥大学其他院系教师授课。此外，商学院还为企业提供定制课程，内容聚焦于领导力、战略与金融等领域，并可在全球范围内授课。

## 歷史
現在的學院建築由1766年所成立的Old Addenbrooke 醫院所改建，醫院經過2次擴張以及1次重建，後來醫院因眾多因素而搬離原址，有長達8年期間該建築物處於無人使用的狀態，後由保羅·嘉治爵士及其夫人在1991年捐贈了改建學院大樓的經費，隨後劍橋大學將舊醫院建築改建成今天的嘉治商學院，由女王伊麗莎白二世於1995年正式剪綵啟用。

## 著名捐贈者
嘉治商學院之命名是源自學院的主要捐贈者，英國金融家與教育家保羅·嘉治爵士及其夫人。

## 現況
2019年金融時報的英國商學院排名頭五位分別是倫敦商學院，牛津大學賽德商學院，劍橋大學賈吉商學院，貝氏商學院和華威商學院。
目前學院共有8個主要研究中心，以及5個附屬中心。
學院建築部分在2015年開始擴建計畫，並計畫在2017年完工，第一階段預計花費3400萬英鎊。
學院通過了AMBA以及EQUIS認證，並在2016年英國《金融時報》的全球商業管理教育排行（Global MBA Ranking）上，名列第10。
在2016年英國《金融時報》的金融硕士（要求相关金融工作经验）（Post-experience MFin）的排名上，名列第一。